# Azaborinine
Azaborinine (Alternativbezeichnung Dihydroazaborine) sind eine Stoffgruppe chemischer Verbindungen, die als Strukturelement einen ungesättigten Sechsring mit vier Kohlenstoffatomen und jeweils einem Bor- und Stickstoffatom enthalten. Die beiden Heteroatome im Azaborininring können benachbart, versetzt oder gegenüberstehend angeordnet sein, so dass sich die drei Konstitutionsisomere 1,2-, 1,3- und 1,4-Azaborinin ergeben.
Die Azaborinine sind isoelektronisch zum Benzol und es handelt sich um heteroaromatische Verbindungen.

## Darstellung

### 1,2-Azaborinine
Die Synthese des ersten 1,2-Azaborinin-Derivats wurde 1962 von Michael Dewar et al. publiziert. Durch Reduktion des Nitrothiophenderivats 1 mit Zinn und Salzsäure erhält man das entsprechende Aminothiophen-Derivat 2, das sich mit Dichlorphenylboran 3 zu dem anellierten Heterocyclus 4 kondensieren lässt. Durch Reaktion mit Raney-Nickel ergibt sich in hoher Ausbeute das 2,3-Diphenyl-6-(2-carbomethoxyethyl)-2,l-azaborinin 5.
Die Synthese eines phenylsubstituierten 1,2-Azaborinins wurde ein Jahr später veröffentlicht. Durch Umsetzung von 3-Buten-1-amin 1 mit Trimethylamminphenylboran 2 erhält man 2-Phenyl-1,2-azaboracyclohexan 3. Dabei wird Trimethylamin im Amminkomplex durch die Aminogruppe von 3-Buten-1-amin ausgetauscht und gleichzeitig erfolgt durch die Hydroborierung der Doppelbindung der Ringschluss. Durch Oxidation mit Palladium auf Kohle wird 3 in das 2-Phenyl-1,2-azoborinin 4 überführt.
Nachdem in den nächsten Jahrzehnten nur wenig zur Chemie von Azaborininen publiziert wurde, veröffentlichten mehrere Arbeitsgruppen ab 2000 weitere Syntheserouten.

### 1,3-Azaborinine
Die erste Synthese eines 1,3-Azaborinins gelang 2011. Dabei wird die mit einem Allylamin-Rest substituierte Tributylzinn-Verbindung 1 mit Hexyllithium lithiiert und dann in einer nukleophilen Substitution mit dem Chlorvinylboran 2 zur Zwischenstufe 3 umgesetzt. In einer dreistufigen Reaktionssequenz liefert die Ringschlussmetathese unter Verwendung eines Grubbs-Katalysators den Stickstoff-Bor-Heterocyclus 4, der abschließend mit Palladium auf Kohle zu dem 1,3-Azaborinin 5 dehydriert wird.

### 1,4-Azaborinine
Eine einfache Synthese eines 1,4-Azaborinin-Derivats wurde 2012 von Holger Braunschweig und Mitarbeitern veröffentlicht. Durch Reaktion von tert-Butyl(tert-butylimino)boran in Gegenwart eines Rhodium-Katalysators in siedendem Benzol unter einer Acetylenatmosphäre erhält man 1,4-Di-tert-butyl-1,4-Azaborinin.

## Eigenschaften
Die drei Konstitutionsisomere von Azaborinin sind sehr unterschiedlich bezüglich der thermodynamischen Stabilität und der Aromatizität.
Quantenchemische Rechnungen ergeben eine abnehmende Stabilität in der Reihe 1,2- > 1,4- > 1,3-Azaborinin. Die thermodynamische Stabilität des 1,2-Azaborinins kann auf die drei aufeinanderfolgenden C-C-Sigma-Bindungen zurückgeführt werden, die eine höhere Bindungsenergie als die C-B- oder die C-N-Bindungen enthalten.
Aufgrund der abnehmenden Delokalisierung der π-Elektronen nimmt die Aromatizität von 1,3-, über 1,2- zu 1,4-Azaborinin ab. Für das N-tert-butyl-substituierte 1,2-Azaborinin wurde eine Resonanzstabilisierungsenergie von 16,6 kcal/mol ermittelt, ein Wert der zwar deutlich unter dem von Benzol (32,4 kcal/mol) liegt, jedoch vergleichbar mit den Heteroaromaten Pyrrol (21,5 kcal/mol) und Furan (16,2 kcal/mol) ist. Analog zum Furan sind auch Diels-Alder-Reaktionen mit Azaborininen bekannt.
Durch die ungleiche Elektronenverteilung im 1,2-Azaborininring können die sechs Ringatome selektiv substituiert werden. Die elektrophile Bromierung erfolgt benachbart zum Boratom in 3-Position, während die Nitrierung in der 4-Position stattfindet.